# Claye Edou
Claye Edou, né en 1978 à Djoum, est un réalisateur et producteur de cinéma camerounais.
Il est l'auteur du film Minga et la Cuillère cassée, le premier long métrage d'animation camerounais, sorti en 2017. En 2022, il produit Kankan, un biopic sur la vie du Jean Miché Kankan, icône camerounaise du théâtre et de l'humour.

## Biographie

### Enfance et débuts
Claye Edou est né en 1978 à Djoum localité du département du Dja-et-Lobo dans la région du Sud Cameroun. Il passe son enfance entre les villes de Yaoundé, Chenôve en France et Garoua dans la région du Nord Cameroun. En 1990, ses parents s'installent à Douala où il fait son cycle secondaire et obtient en 1997 son baccalauréat scientifique. Il poursuit ses études supérieures à Ngaoundéré et à Yaoundé. Il est titulaire d'un diplôme en génie agro-industriel à l’IUT de Ngaoundéré et d’une maitrise en sciences et techniques comptables et financières de l'Université catholique d'Afrique centrale de Yaoundé. Passionné d'art et de dessin, il participe à plusieurs expositions en tant que portraitiste et exerce en tant que chanteur dans plusieurs orchestres et chorales.

### Carrière
Claye Edou commence sa carrière comme contrôleur de gestion et travaille pendant une dizaine d'années dans deux multinationales. En 2014, il décide de poursuivre son rêve d'enfance de réaliser un film d'animation et se lance dans la réalisation de son premier film. Il crée le studio d'animation Cledley Productions et en 2017, il sort son premier film Minga et la cuillère cassée. Le film remporte le prix du meilleur long-métrage d’animation au Festival du film d'animation d'Abidjan et celui du meilleur film international au Festival Kingstoon en Jamaïque en 2019,.
En 2019, il annonce son deuxième film d'animation intitulé Le Mystère de Waza.
En 2020, il crée une web-émission intitulée Au Mboa de tonton Claye Edou, un programme éducatif consacré à la culture et aux traditions. 
En 2022, il produit le film Kankan réalisé par Joseph Akama. Le film retrace la vie du comédien camerounais et icône africaine du théâtre et de l'humour Dieudonné Afana. Le film est présenté en avant première mondiale le 24 septembre 2022 au Montréal Black Film Festival,.

## Filmographie

### Comme réalisateur
- 2017 : Minga et la Cuillère cassée

### Comme producteur
- 2022 : Kankan

## Distinctions
- 2018 : Prix du meilleur long-métrage d'animation au Festival du film d'animation d'Abidjan pour Minga et la Cuillère cassée
- 2018 : Meilleur film international au Festival Kingstoon en Jamaïque